# Гаджій Оксана Юріївна
Гаджій Оксана Юріївна (нар. 23 вересня 1992, Житомир) — українська поетеса, дизайнерка, артдиректорка. Одна із засновників творчої групи «Elk+Deer».

## Біографія
Перемогла у низці літературних конкурсів: «Нові імена України» (2009), Клекотень Осені (2010), СУП (2011), Турнір поетів (2012) та ін. Фіналіст «Молодої республіки поетів» (2013), лауреат Літературної премії «Смолоскип» (2013, 2014, 2015) та поетичного конкурсу «Dictum» (2014, 2015). Брала участь в багатьох фестивалях, зокрема: ЗАХІД, СУП, Гоголь-фест, Сліва-фест, Книжковий Арсенал тощо. Вірші друкувались в альманахах, збірниках та літературних журналах.
У 2013 році увійшла до ТОП-20 рейтингу молодих рекламістів України. Працює артдиректоркою в кількох українських видавництвах.
У 2012 році разом з Лесиком Панасюком створила творчу групу «Elk+Deer», яка спеціалізується на графічному дизайні.
До друку готується збірка «Phantom Limb».